# 1994年冬季残疾人奥林匹克运动会法国代表团
1994年冬季残疾人奥林匹克运动会法国代表团是法国派出的1994年冬季残疾人奥林匹克运动会代表团。获得14枚金牌、6枚银牌和11枚铜牌。